# William J. Butler
William J. Butler (Irlanda, 1860 – New York, 27 gennaio 1927) è stato un attore irlandese che lavorò nel cinema muto statunitense nel primo ventennio del Novecento.

## Biografia
Immigrato dall'Irlanda negli Stati Uniti, William J. Butler si trasferì a Hollywood dall'Ohio nel 1908. A 48 anni, iniziò una carriera cinematografica che durerà fino al 1917, partecipando a 266 film. Tutti i suoi primi film furono diretti da D.W. Griffith.

## Filmografia

### 1908
- The Taming of the Shrew, regia di D.W. Griffith - cortometraggio (1908)

### 1909
- The Slave, regia di D. W. Griffith - cortometraggio (1909)
- They Would Elope, regia di D. W. Griffith - cortometraggio (1909)
- Mr. Jones' Burglar, regia di D. W. Griffith - cortometraggio (1909)
- The Better Way, regia di D. W. Griffith - cortometraggio (1909)
- With Her Card, regia di D. W. Griffith - cortometraggio (1909)
- His Wife's Visitor, regia di D. W. Griffith - cortometraggio (1909)
- The Mills of the Gods, regia di D. W. Griffith - cortometraggio (1909)
- The Sealed Room, regia di D. W. Griffith - cortometraggio (1909)
- The Hessian Renegades, regia di D. W. Griffith - cortometraggio (1909)
- In Old Kentucky, regia di D. W. Griffith - cortometraggio (1909)
- A Corner in Wheat, regia di D. W. Griffith - cortometraggio (1909)
- The Test, regia di D. W. Griffith - cortometraggio (1909)
- A Trap for Santa Claus, regia di D. W. Griffith - cortometraggio (1909)
- In Little Italy, regia di D. W. Griffith - cortometraggio (1909)

### 1910
- The Honor of His Family, regia di D. W. Griffith - cortometraggio (1910)
- The Last Deal, regia di D. W. Griffith - cortometraggio (1910)
- One Night and Then, regia di D. W. Griffith - cortometraggio (1910)
- As It Is in Life, regia di D. W. Griffith - cortometraggio (1910)
- A Rich Revenge, regia di D. W. Griffith - cortometraggio (1910)
- The Purgation, regia di D. W. Griffith - cortometraggio (1910)
- A Child of the Ghetto, regia di D. W. Griffith - cortometraggio (1910)
- A Victim of Jealousy, regia di D. W. Griffith - cortometraggio (1910)
- In the Border States, regia di D. W. Griffith - cortometraggio (1910)
- The Marked Time-Table, regia di D. W. Griffith - cortometraggio (1910)
- A Child's Impulse, regia di D. W. Griffith - cortometraggio (1910)
- A Midnight Cupid, regia di D. W. Griffith - cortometraggio (1910)
- A Child's Faith, regia di D. W. Griffith - cortometraggio (1910)
- A Flash of Light, regia di D. W. Griffith - cortometraggio (1910)
- Serious Sixteen, regia di D. W. Griffith - cortometraggio (1910)
- As the Bells Rang Out!, regia di D. W. Griffith - cortometraggio (1910)
- The Call to Arms, regia di D. W. Griffith - cortometraggio (1910)
- An Arcadian Maid, regia di D. W. Griffith - cortometraggio (1910)
- Her Father's Pride, regia di D. W. Griffith - cortometraggio (1910)
- The House with Closed Shutters, regia di D. W. Griffith - cortometraggio (1910)
- The Usurer, regia di D. W. Griffith - cortometraggio (1910)
- An Old Story with a New Ending, regia di David W. Griffith e Frank Powell (1910)
- The Sorrows of the Unfaithful, regia di D. W. Griffith - cortometraggio (1910)
- Wilful Peggy, regia di D. W. Griffith - cortometraggio (1910)
- The Modern Prodigal, regia di D. W. Griffith - cortometraggio (1910)
- Muggsy Becomes a Hero, regia di Frank Powell (1910)
- A Summer Idyll, regia di D. W. Griffith - cortometraggio (1910)
- Little Angels of Luck, regia di D. W. Griffith - cortometraggio (1910)
- A Mohawk's Way, regia di D. W. Griffith - cortometraggio (1910)
- In Life's Cycle, regia di D. W. Griffith - cortometraggio (1910)
- A Summer Tragedy, regia di D. W. Griffith e Frank Powell    (1910)
- The Oath and the Man, regia di D. W. Griffith - cortometraggio (1910)
- Rose O'Salem Town, regia di D. W. Griffith - cortometraggio (1910)
- Examination Day at School, regia di D. W. Griffith - cortometraggio (1910)
- The Iconoclast, regia di D. W. Griffith - cortometraggio (1910)
- That Chink at Golden Gulch, regia di D. W. Griffith - cortometraggio (1910)
- The Masher, regia di Frank Powell (1910)
- The Broken Doll, regia di D. W. Griffith - cortometraggio (1910)
- The Message of the Violin, regia di D. W. Griffith - cortometraggio (1910)
- The Proposal, regia di Frank Powell (1910)
- Two Little Waifs, regia di D. W. Griffith - cortometraggio (1910)
- Waiter No. 5, regia di D. W. Griffith - cortometraggio (1910)
- Simple Charity, regia di D. W. Griffith - cortometraggio (1910)
- Sunshine Sue, regia di D. W. Griffith - cortometraggio (1910)
- The Troublesome Baby, regia di Frank Powell (1910)
- Not So Bad as It Seemed, regia di Frank Powell (1910)
- A Plain Song, regia di D. W. Griffith - cortometraggio (1910)
- Effecting a Cure, regia di Frank Powell e Mack Sennett (1910)
- A Child's Stratagem, regia di D. W. Griffith - cortometraggio (1910)
- Turning the Tables, regia di Frank Powell (1910)
- Happy Jack, a Hero, regia di Frank Powell (1910)
- His Sister-In-Law, regia di D. W. Griffith (1910)
- White Roses, regia di D. W. Griffith e Frank Powell (1910)

### 1912
- Iola's Promise, regia di David W. Griffith – cortometraggio (1912)
- His Own Fault, regia di Mack Sennett (1912)

- A Mixed Affair, regia di Dell Henderson (1912)

### 1913
- Jenks Becomes a Desperate Character, regia di Dell Henderson (1913)
- A Queer Elopement, regia di Dell Henderson (1913)
- The Suffragette Minstrels, regia di Dell Henderson (1913)
- The Stolen Treaty, regia di Anthony O'Sullivan - cortometraggio (1913)
- The Law and His Son, regia di Anthony O'Sullivan - cortometraggio (1913)

### 1914
- How They Struck Oil, regia di Dell Henderson - cortometraggio (1914)
- Giuditta di Betulla (Judith of Bethulia), regia di David W. Griffith (1914)
- Strongheart, regia di James Kirkwood - cortometraggio (1914)
- The Master of the Strong, regia di Travers Vale - cortometraggio (1914)
- Brute Force, regia di D.W. Griffith (1914)
- The Wife, regia di Harry A. Pollard (1914)
- Lord Chumley, regia di James Kirkwood (1914)
- The New Reporter (1914)
- The War of Wealth (1914)
- The Tides of Sorrow
- The Wages of Sin
- The Dole of Destiny
- His Old Pal's Sacrifice (1914)
- The Bond Sinister

### 1915
- The Barrier Between
- Love's Enduring Flame (1915)
- The Test of Sincerity (1915)
- Life's Changing Tide, regia di George Morgan (1915)

- Blow for Blow (1915)

### 1916
- Susie Snowflake, regia di James Kirkwood (1916)

### 1917
- At First Sight, regia di Robert Z. Leonard (1917)
- A Girl Like That, regia di Dell Henderson  (1917)

### Sceneggiatore
- A Salutary Lesson di D.W. Griffith (1910)